# Williamstown (Pensilvania)
Williamstown es un borough ubicado en el condado de Dauphin en el estado estadounidense de Pensilvania. En el año 2000 tenía una población de 1,433 habitantes y una densidad poblacional de 2,197.8 personas por km².

## Geografía
Williamstown se encuentra ubicado en las coordenadas 40°34′52″N 76°37′6″O / 40.58111, -76.61833

## Demografía
Según la Oficina del Censo en 2000 los ingresos medios por hogar en la localidad eran de $33,359 y los ingresos medios por familia eran $36,548. Los hombres tenían unos ingresos medios de $31,855 frente a los $23,125 para las mujeres. La renta per cápita para la localidad era de $15,744. Alrededor del 14.7% de la población estaba por debajo del umbral de pobreza.